# Псевдопотенциал
Псевдопотенциал — эффективный потенциал, действующий на электроны проводимости в металлах со стороны ионов. Вследствие того, что волновые функции электронов проводимости ортогональны волновым функциям электронов внутренних оболочек ионов, псевдопотенциал допускает применение теории возмущений. Метод псевдопотенциала применительно к теории металлов позволяет рассматривать влияние ионов на движение электронов проводимости как малые возмущения.

## Метод псевдопотенциала
Метод псевдопотенциала в теории металлов основан на трёх предположениях.
- Рассмотрение самосогласованного поля[3].
- Все электронные состояния разделяются на внутренние оболочки с сильно локализованными волновыми функциями и состояния зоны

проводимости.
- Для расчёта движения электронов в зоне проводимости используется теория возмущений[2].